# Acrapex atriceps
Acrapex atriceps  là một loài bướm đêm thuộc họ Noctuidae. Nó được tìm thấy ở Ấn Độ.
Sải cánh dài khoảng 26 mm.